# رزماونت (مینه‌سوتا)
رزماونت، مینه‌سوتا (به انگلیسی: Rosemount, Minnesota) یک شهر در ایالات متحده آمریکا است که در شهرستان داکوتا واقع شده‌است.

## خصوصیات
رزماونت ۹۱٫۱۹ کیلومترمربع مساحت و ۲۱٬۸۷۴ نفر جمعیت دارد و ۲۹۴ متر بالاتر از سطح دریا واقع شده‌است.